# جانین هانسون
جانین هانسون (انگلیسی: Janine Hanson؛ زادهٔ ۱۴ دسامبر ۱۹۸۲) ورزشکار روئینگ اهل کانادا است.
وی در مسابقات کشوری و بین‌المللی در مجموع برندهٔ ۳ مدال نقره شده‌است.